# NGC 4004
NGC 4004 је галаксија у сазвежђу Лав која се налази на NGC листи објеката дубоког неба.
Деклинација објекта је + 27° 52' 43" а ректасцензија 11h 58m 5,1s. Привидна величина (магнитуда) објекта NGC 4004 износи 13,0 а фотографска магнитуда 14,0. NGC 4004 је још познат и под ознакама NGC 4004A, UGC 6950, MCG 5-28-60, IRAS 11555+2809, CGCG 157-65, VV 230, KUG 1155+261, MK 432, PGC 37654.